# Turbel·laris
Els turbel·laris (Turbellaria) constitueixen una de les subdivisions tradicionals de l'embrancament dels platihelmints (cucs plans), i inclouen tot els subgrups que no són exclusivament paràsits. Se'n coneixen unes 4.500 espècies.

## Característiques
La majoria fan entre 0,5 mm i 50 mm de longitud, tot i que poden arribar a 600 mm. Presenten el cos aplanat i amb forma de cinta o fulla. No tenen sistema respiratori i circulatori i, per tant, depenen de la difusió pel transport intern. Tanmateix, moltes de les formes més petites són rodones en secció.

## Història natural
La majoria de turbel·laris són depredadors, i tots viuen a l'aigua o en ambients terrestres humits. La majoria de les espècies es reprodueixen sexualment i, amb poques excepcions, són hermafrodites simultànies.

## Classificació
Les classificacions tradicionals divideixen els platihelmints en quatre grups: els turbel·laris (de vida lliure) trematodes, monogenis i cestodes (aquests tres exclusivament paràsits). Els acelomorfs i el gènere Xenoturbella en un principi es van incloure dins el grup dels turbel·laris, però ja no es consideren ni platihelmints. Tots els platihelmints exclusivament paràsits formen un grup monofilètic, els neodermats, i hi ha consens en què descendeixen d'un petit subgrup de turbel·laris de vida lliure. És per això que els turbel·laris són considerats com un grup parafilètic i està en desús.